# Мухамедиев, Аулия Мухамедович
Аулия Мухамедович Мухамедиев (16 августа 1906, Маргилан, Российская империя — 22 октября 1988) — советский и узбекский гидробиолог.

## Биография
Родился 16 августа 1906 года в Маргилане.
В 1929 году поступил в Ферганский педагогический институт, который окончил в 1934 году. Последующие 2 года искал работу, но не смог её найти, и тогда в 1936 году администрация пригласила дипломированного специалиста к себе и он посвятил этому институту всю свою долгую и плодотворную жизнь. С 1936 по 1940 год работал научным сотрудником на кафедре зоологии. С 1940 по момент смерти заведовал данной кафедрой, одновременно с этим в 1960 году был избран ещё и профессором данной кафедры.
Скончался 22 октября 1988 года.

## Научные работы
Основные научные работы посвящены гидробиологии.
- Изучил типологию водоёмов Средней Азии, фауну, экологию и систематику ракообразных.

## Избранные сочинения
- Мухамедиев А. М. Гидробиология водоёмов Ферганской долины. — Ташкент: ФАН, 1967. — 275 с.

## Членство в обществах
- 1968-88 — Академик АН Узбекской ССР.